# Марет Ани
Марет Ани (ест. Maret Ani; Талин, 31. јануар 1982. је естонска професионална тенисерка. Почетком 2006, она је била најбоље пласирана тенисерка у Естонији, пре него што је изгубила место од Каје Канепи.
Тенис је научила од мајке у 7 години. Успешно је играла кошарку, али се са 14 година определила за тенис. Преселила се у Италију три године након проналажења спонзора за тренирање. У почетку тренер јој је био Aita Põldma, касније Пјерфранческо Ростели, а од октобра 2006. Алберто Бовоне.
У каријери је освојила 6 ИТФ турнира у појединачној конкуренцији и 15 у игри парова. ВТА турнире до дана није освајала. Најбољи појединачни пласман, 63 место, имала је 15. маја 2006, а у игри парова 39 место 5. априла 2004..
Од 1998. члан је естонске репрезентације у Фед купу, а учествовала је и на Олимпијским играма 2004 у Атини и 2008. у Пекингу

### Пласман на ВТА листи на крају сезоне
| Година  | 1999 | 2000 | 2001 | 2002 | 2003 | 2004 | 2005 | 2006 | 2007 | 2008 | 2009 |
| Пласман | 971  | 285  | 226  | 181  | 142  | 204  | 95   | 127  | 114  | 101  | 164  |
| ------- | ---- | ---- | ---- | ---- | ---- | ---- | ---- | ---- | ---- | ---- | ---- |

## Резултати Марет Ани на ВТА турнирима

### Порази у финалу игре парова (2)
| Бр. | Датум    | Турнир                               | Катего- рија | Наградни фонд $ | Подлога     | Противници                         | Партнерка      | Резултат      |
| --- | -------- | ------------------------------------ | ------------ | --------------- | ----------- | ---------------------------------- | -------------- | ------------- |
| 1   | 07/04/03 | Отворено првенство Есторила, Есторил | IV           | 145.000         | Земља (от.) | Петра Мандула Патриција Вартуч     | Е. Гаљарди     | 6-7, 7-6, 6-2 |
| 2   | 28/07/03 | Идеа Проком опен, Сопот              | III          | 300.000         | Земља (от.) | Татјана Перебијанис Силвија Талаја | Либуша Прусова | 6-4, 6-2      |

## Учешће на Гренд слем турнирима

### Појединачно
| Година | Аустралијан Опен | Аустралијан Опен | Ролан Гарос | Ролан Гарос | Вимблдон | Вимблдон        | Ју-Ес Опен | Ју-Ес Опен     |
| ------ | ---------------- | ---------------- | ----------- | ----------- | -------- | --------------- | ---------- | -------------- |
| 2002   | -                | -                | -           | -           | -        | -               | 1 коло     | Мартина Милер  |
| 2006   | 1 коло           | Жизела Дулко     | 1 коло      | Жистин Енен | 1 коло   | Лора Гранвил    | 1 коло     | В. Разано      |
| 2008   | 1 коло           | А. Кербер        | -           | -           | 1 коло   | Мара Сантанђело | 1 коло     | Татјана Гарбин |
| 2009   | -                | -                | 1 коло      | Ализе Корне | -        | -               | -          | -              |

### У игри парова
| Година | Аустралија Опен       | Аустралија Опен                   | Роланд Гарос       | Роланд Гарос              | Вимблдон          | Вимблдон                     | УС Опен                    | УС Опен                   |
| 2003   | -                     | -                                 | -                  | -                         | -                 | -                            | 1 коло C. Dhenin           | Lisa McShea T. Musgrave   |
| 2004   | Полуфинале Л. Прусова | С. Кузњецова Е. Лиховцева         | 1 коло Е. Гаљарди  | Н. Петрова М. Шонеси      | 1 коло С. Талаја  | A. Cargill К. Велер          | 1 коло Татјана Перебијанис | С. Кузњецова Е. Лиховцева |
| 2005   | 2 коло Ф. Пенета      | С. Кузњецова А. Молик             | -                  | -                         | -                 | -                            | -                          | -                         |
| 2006   | 2 коло А. Ванк        | Шаблон:USA-d Л. Рејмонд С. Стосур | 3 коло Мајлен Тју  | Н. Деши <br В. Звонарјева | 2 коло Мајлен Тју | Ј. Федак Татјана Перебијанис | 3 коло Мајлен Тју          | Н. Деши В. Звонарјева     |
| 2008   | 3 коло Мајлен Тју     | С. Вилијамс В. Вилијамс           | -                  | -                         | -                 | -                            | -                          | -                         |
| 2009   | 1 коло Р. Ворачова    | Hsieh Su-Wei Шуај Пенг            | 2 коло Каја Канепи | Вања Кинг М. Никулеску    | 1 коло Р. Винчи   | С. Лизики А. Вознијак        | 1 коло Каја Канепи         | А-Л. Гренефелд П. Шнидер  |

## Учешће уФед купу
Детаљи: (језик: енглески) Резултати у Фед купу